# Laetiporaceae
Laetiporaceae Jülich – rodzina grzybów należąca do rzędu żagwiowców (Polyporales).

## Charakterystyka
Grzyby poliporoidalne powodujące brunatną zgniliznę drewna. System strzępkowy dimityczny, rzadziej monomityczny. strzępki bez sprzążek. Zarodniki cienkościenne, gładkie, szkliste. Cystyd przeważnie brak.

## Systematyka
Pozycja w klasyfikacji według Index Fungorum: Laetiporaceae, Polyporales, Incertae sedis, Agaricomycetes, Agaricomycotina, Basidiomycota, Fungi.
Według Index Fungorum bazującego na Dictionary of the Fungi do rodziny Laetiporaceae należą rodzaje:
- Laetiporus Murrill 1904 – żółciak
- Phaeolus (Pat.) Pat. 1900 – murszak

Nazwy polskie według W. Wojewody.